# Котер (Ајова)
Котер (енгл. Cotter) град је у америчкој савезној држави Ајова. По попису становништва из 2010. у њему је живело 48 становника.

## Демографија
Према попису становништва из 2010. у граду је живело 48 становника, што је 0 (0,0%) становника више него 2000. године.
| Група             | 2000.      | 2010.      |
| Белци             | 41 (85,4%) | 34 (70,8%) |
| Афроамериканци    | 2 (4,2%)   | 0 (0,0%)   |
| Азијати           | 0 (0,0%)   | 0 (0,0%)   |
| Хиспаноамериканци | 7 (14,6%)  | 14 (29,2%) |
| Укупно            | 48         | 48         |